# Milesimov

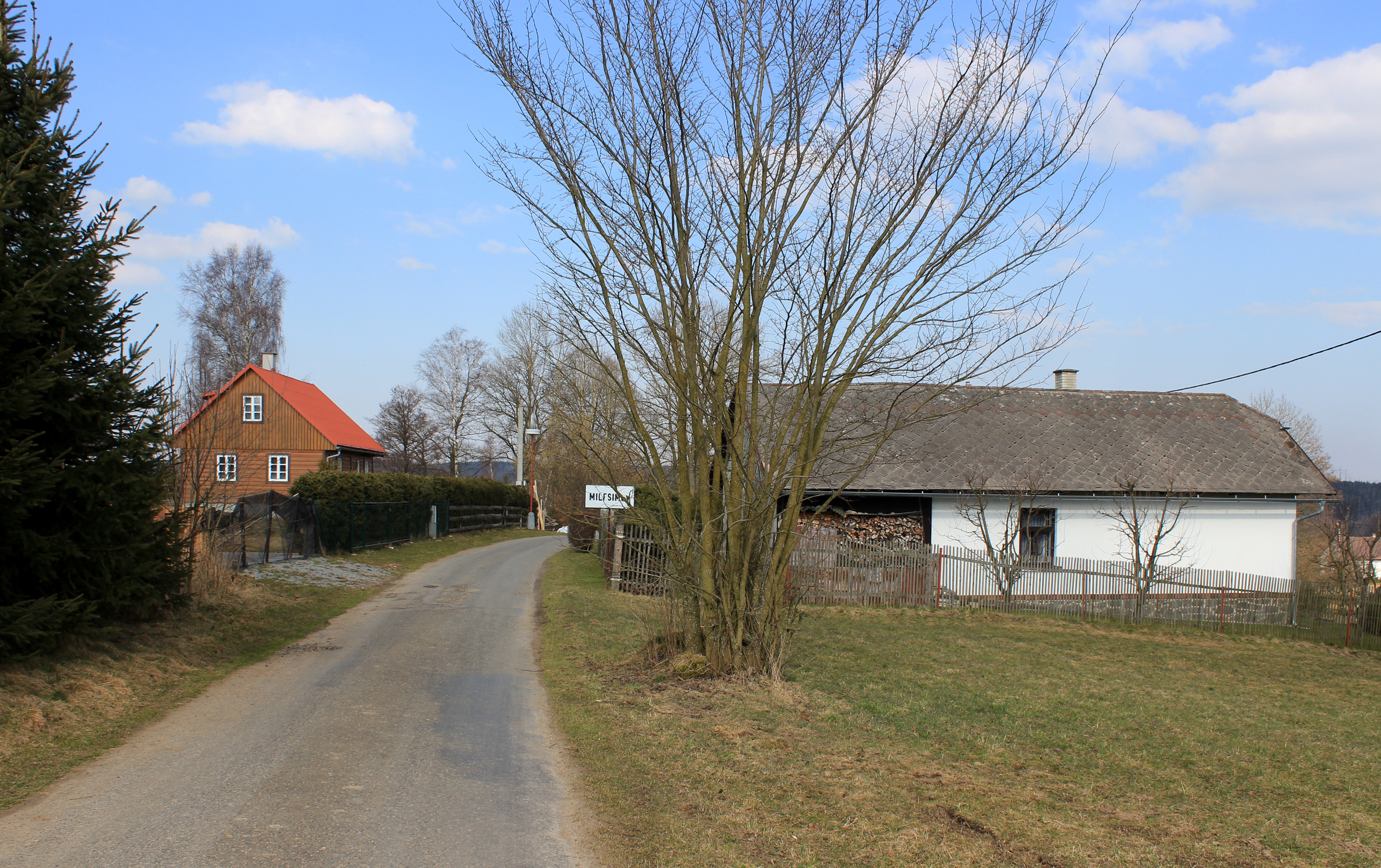
Ortseingang

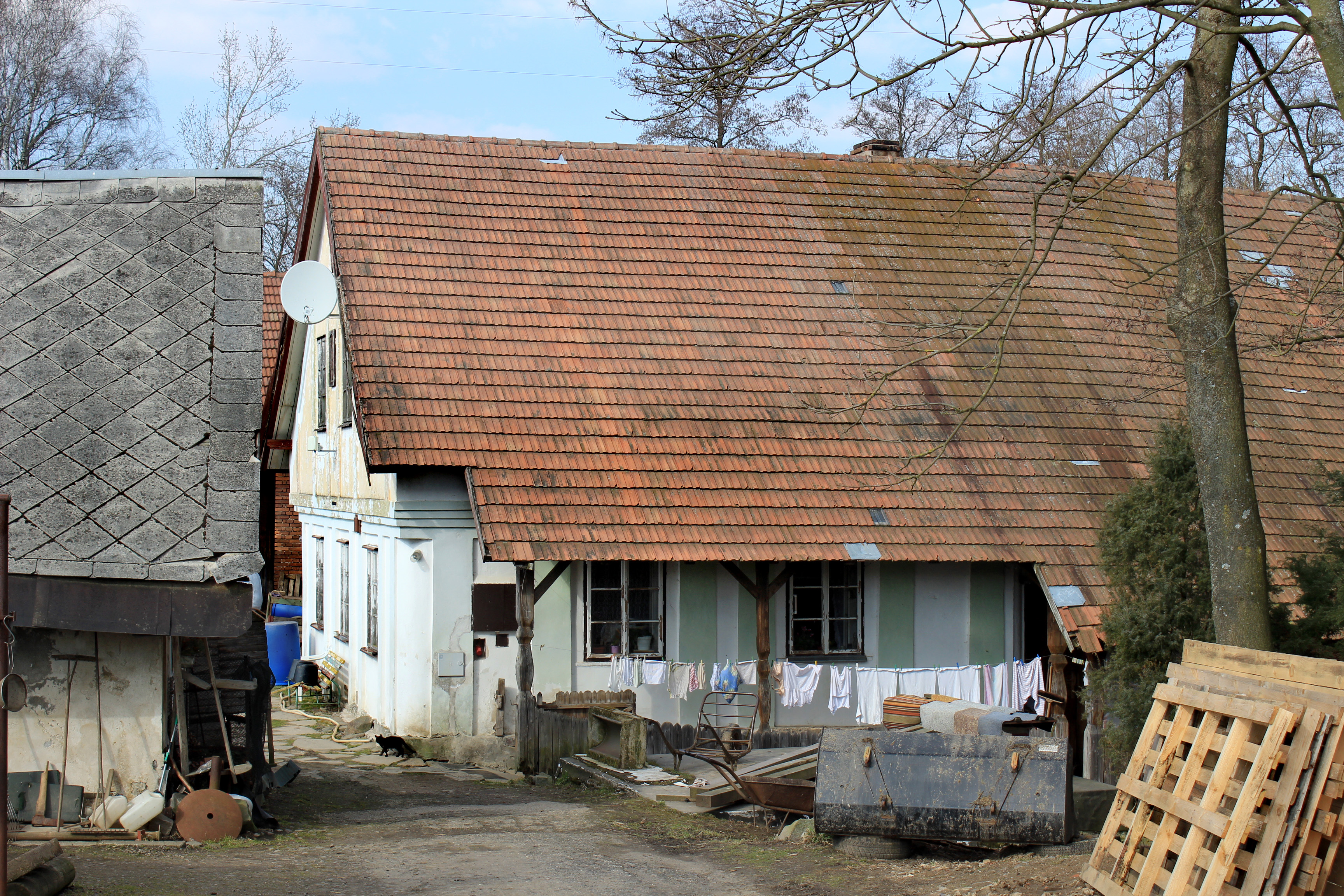
Králova Pila

Milesimov (deutsch Millesimow, früher Millesimo) ist ein Ortsteil der Gemeinde Všeradov in Tschechien. Er liegt fünf Kilometer westlich von Hlinsko und gehört zum Okres Chrudim.

## Geographie
Milesimov befindet sich am Übergang der Žďárské vrchy (Saarer Berge) zu den Železné hory (Eisengebirge) im Landschaftsschutzgebiet CHKO Žďárské vrchy. Die Streusiedlung erstreckt sich beiderseits eines kleinen Baches am Hang linksseitig der Chrudimka. Östlich von Milesimov mündet die Slubice in die Chrudimka. 
Nachbarorte sind Veselý Kopec, U Vody, Svatý Mikuláš und Rváčov im Norden, Králova Pila und Hlinsko im Nordosten, Stan, Stanský Mlýn und Vítanov im Osten, Studnice und Jasné Pole im Südosten, Komárov im Süden, Všeradov im Südwesten, Dlouhý und Jančouř im Westen sowie Dřevíkov im Nordwesten.

## Geschichte
Der Ort wurde vom letzten Besitzer der Herrschaft Zubří, Johann Wenzel Caretto von Millesimo, auf einer abgebrannten Waldfläche bei Všeradov gegründet und nach ihm benannt. Die erste urkundliche Erwähnung von Millesimo erfolgte im Jahre 1730. Wenig später erwarb Joseph Franz von Schönfeld († 1737) die Herrschaft Zubří und vereinigte sie mit Nassaberg zu einem Gesamt-Dominium. 1753 wurde Johann Adam von Auersperg zum Universalerben des erloschenen Grafengeschlechts von Schönfeld auf Nassaberg.
Im Jahre 1835 bestand das im Chrudimer Kreis gelegene Dominikaldorf Millesimo aus 17 Häusern, in denen 118 Personen lebten. Pfarrort war Kamenitz. Bis zur Mitte des 19. Jahrhunderts blieb Millesimo der Herrschaft Nassaberg untertänig.
Nach der Aufhebung der Patrimonialherrschaften bildete Milesimov / Millesimo ab 1849 einen Ortsteil der Gemeinde Všeradov im Gerichtsbezirk Hlinsko. Ab 1868 gehörte das Dorf zum politischen Bezirk Chrudim. Im Jahre 1869 lebten in Milesimov 87 Menschen. Beim Zensus von 1910 hatte das Dorf 117 Einwohner. Zu dieser Zeit wurde Všeradov weiter nach Nordosten erweitert, so dass beide Dörfer schließlich zusammenwuchsen. 1949 wurde Milesimov dem Okres Hlinsko zugeordnet. Seit 1961 gehört das Dorf wieder zum Okres Chrudim. Im Jahre 2001 hatte Milesimov 22 Einwohner und bestand aus 16 Häusern.

## Ortsgliederung
Zu Milesimov gehört die Einschicht Králova Pila.
Der Ortsteil Milesimov ist Teil des Katastralbezirkes Všeradov.

## Sehenswürdigkeiten
- Králova Pila, die ehemalige Mühle mit Sägewerk ist als Kulturdenkmal geschützt.